# Insurrection de Londres
Batailles
Entre le 2 et le 16 octobre 1326, une insurrection éclate à Londres en faveur de la reine Isabelle de France et son amant Roger Mortimer dans le cadre de leur invasion de l'Angleterre.

## Déroulement
Isabelle débarque à Orwell dans le Suffolk le 24 septembre 1326. Deux jours plus tard, elle entre dans Cambridge. Édouard II, barricadé à Londres, envoie une armée intercepter celle de son épouse infidèle. Isabelle parvient à s'en détourner.
Les rebelles s'avancent vers Londres. Édouard II, qui est réfugié dans la tour de Londres, décide de fuir la capitale après avoir pris conscience de l'hostilité de la population locale. L'armée rebelle en profite pour entrer dans Londres sans combat.